# Louis Viennet (homme politique)
Pour les articles homonymes, voir Viennet.
Louis Viennet, né le 21 août 1813 à Béziers (Hérault) et mort dans la même ville le 7 mai 1881, est un homme politique français.
Propriétaire, il est député de l'Hérault de 1871 à 1876, siégeant à droite et s'inscrivant à la réunion des Réservoirs.

## Famille
Louis Viennet est le fils d'Auguste Louis Joseph Barthélémy Viennet et le petit-fils de l'homme politique Jacques Joseph Viennet, ainsi que le neveu de l'académicien Jean-Pons-Guillaume Viennet, homme politique sous la Monarchie de Juillet. Il est également le grand-père de Louis Viennet, fondateur et président du club de rugby à XV de l'AS Béziers.

## Sources
- « Louis Viennet (homme politique) », dans Adolphe Robert et Gaston Cougny, Dictionnaire des parlementaires français, Edgar Bourloton, 1889-1891 [détail de l’édition]